# Westmont, Kalifornien
Westmont är en ort (CDP) i Los Angeles County, i delstaten Kalifornien, USA. Enligt United States Census Bureau har orten en folkmängd på 31 853 invånare (2010) och en landarea på 4,8 km².